# Lieferbereitschaft

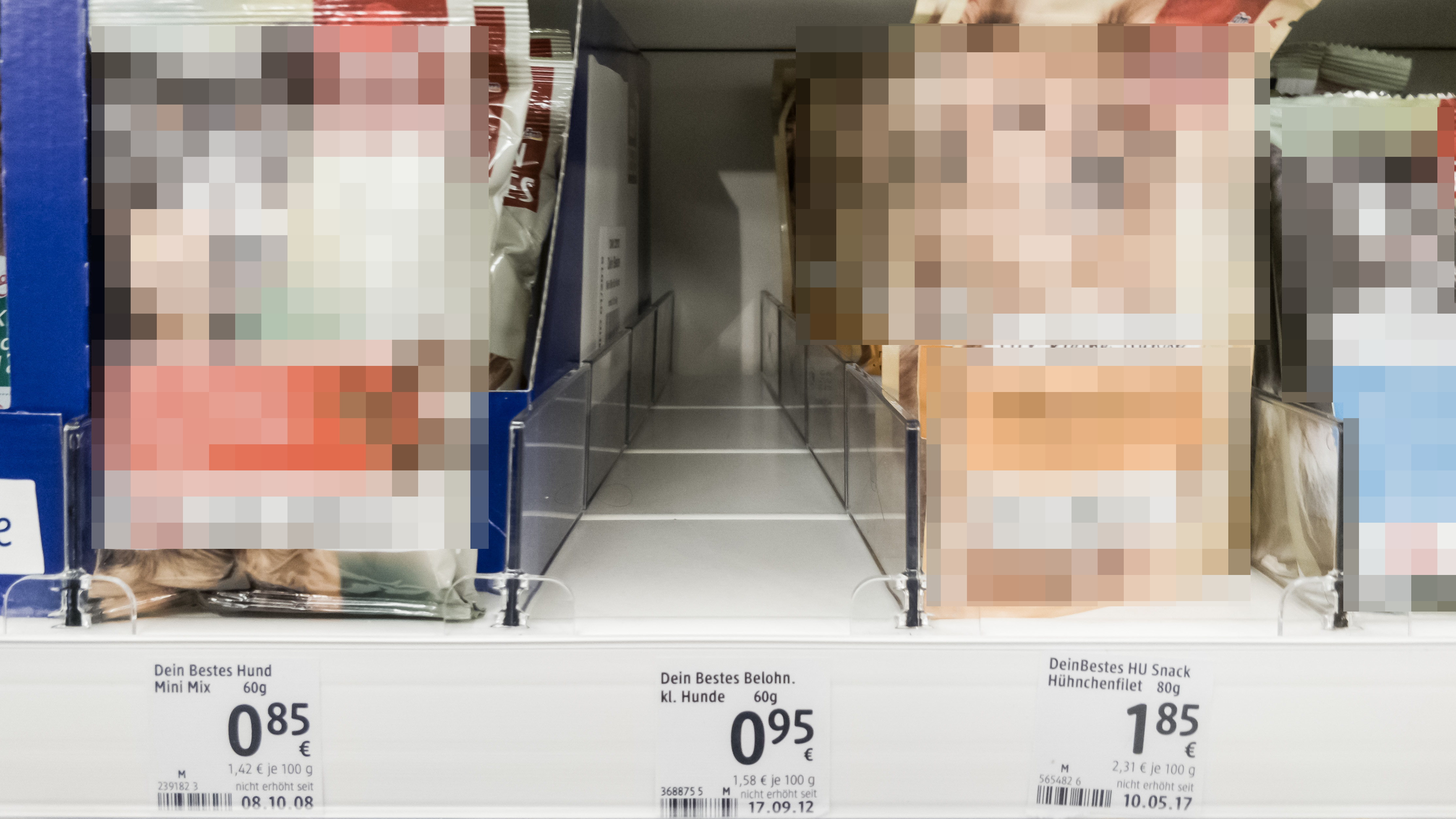
Lieferbereitschaft fehlt: Regallücke beim Hundefutter

Lieferbereitschaft ist bei Lieferanten die Fähigkeit, die aufgrund eingehender Kundenaufträge oder Bestellungen georderten Produkte innerhalb der vorgegebenen Lieferzeit sofort aus vorgehaltenen Lagerbeständen liefern zu können.

## Allgemeines
Die Lieferbereitschaft gehört zur betrieblichen Funktion der Logistik und ist ein Maßstab für die Verfügbarkeit von Produkten. Sie ist die Fähigkeit eines Unternehmens, eingehende Kundenaufträge oder Bestellungen aus den am Order Penetration Point vorgehaltenen Lagerbeständen heraus komplett zu erfüllen. In der Geschäftsbeziehung Business-to-Business spielt die Lieferbereitschaft eine wichtige Rolle im Rating der Lieferanten (Lieferantenbewertung). Im Einzelhandel ist die Regallücke ein sichtbares Zeichen fehlender Lieferbereitschaft.

## Berechnung
Ausgangspunkt für die Messung der Lieferbereitschaft ist der Auftragseingang. Aus der Vielzahl von Formeln zur Berechnung der Lieferbereitschaft sei die betriebswirtschaftliche Kennzahl des Lieferbereitschaftsgrads ({\displaystyle LBG}) erwähnt:
{\displaystyle LBG={\frac {\text{Anzahl der ausgeführten Bestellungen}}{\text{Anzahl der gesamten Bestellungen}}}\cdot 100\,\%\,}.
Je mehr Bestellungen sofort vollständig ausgeführt werden können, umso höher ist der Lieferbereitschaftsgrad und umgekehrt. 
Der Lieferbereitschaftsgrad hängt wesentlich vom Sicherheitsfaktor ab. Der Sicherheitsfaktor bestimmt die Höhe des Sicherheitsbestands und errechnet sich als die „inverse Standardnormalverteilung“ der gewünschten Lieferbereitschaft:
| Sicherheitsfaktor (SF) | Lieferbereitschaft (LB) |
| ---------------------- | ----------------------- |
| 0                      | 50,0 %                  |
| 1                      | 84,1 %                  |
| 1,04                   | 85,0 %                  |
| 1,28                   | 90,0 %                  |
| 1,65                   | 95,0 %                  |
| 2,05                   | 98,0 %                  |
| 2,33                   | 99,0 %                  |
| 3,09                   | 99,9 %                  |

Bei einem Sicherheitsfaktor von 0 liegt die Lieferbereitschaft bei 50 %. Bei steigendem Sicherheitsfaktor erhöht sich die Lieferbereitschaft. Eine gewünschte Lieferbereitschaft von 99,9 % benötigt einen dreimal so hohen Sicherheitsfaktor.

## Wirtschaftliche Aspekte
Die Lieferbereitschaft ist bei hohen Lagerbeständen am höchsten, womit jedoch hohe Lagerrisiken, Lagerkosten und Kapitalbindungskosten einhergehen. Viele Unternehmen begnügen sich deshalb mit einer Lieferbereitschaft von 90 bis 95 %, weil ein LBG von 100 % unverhältnismäßig hohe Kosten bedeuten würde, während die gleichzeitige Erhöhung der Umsatzerlöse meist niedriger ausfällt als die lagerbedingte Erhöhung der Gesamtkosten. In weiten Teilen der Industrie (etwa bei Zulieferern) muss wegen der Just-in-time-Produktion stets 100 % Lieferbereitschaft vorhanden sein. So zwingt die Automobilindustrie ihre Automobilzulieferer dazu, bestimmte Ersatzteile zu fest vorgeschriebenen Zeitpunkten anzuliefern.
Ist die Lieferbereitschaft erschöpft, liegt bei gegebenem Auftragseingang eine Fehlmenge vor, die zusätzlich noch Fehlmengenkosten verursacht. Der Sicherheitsbestand kann als Lagerbestand interpretiert werden, der die Lieferbereitschaft gewährleisten soll. Zwischen dem aus dem Sicherheitsbestand errechneten Sicherheitsfaktor und der Lieferbereitschaft besteht eine positive Korrelation, denn die Lieferbereitschaft steigt mit zunehmendem Sicherheitsfaktor. Hohe Lieferbereitschaft wiederum trägt zur Erhöhung der Kundenzufriedenheit und Kundentreue bei.
Durch eine genaue Absatzplanung kann die Lieferbereitschaft verbessert werden. Die Lieferbereitschaft wird erst bei vorkommender Nachfrage messbar. Sie ist beim Vergleich der Lieferketten tendenziell in Produktionsbetrieben am höchsten, im Großhandel sehr hoch, im Einzelhandel bereits geringer. Beispiel ist das meist sofort lieferfähige Barsortiment des Zwischenbuchhandels, das die im Bucheinzelhandel „nicht vorrätigen“ Bücher sofort liefern kann. Betrachtet man die Produkte, sind schnelldrehende Produkte des Alltagsbedarfs lieferfähiger als Langsamdreher wie Luxusgüter. Die Lieferbereitschaft hängt somit auch von der Warenrotation ab.

## Abgrenzung
Die Lieferqualität (historisch „Lieferservice“) wird durch die Komponenten Lieferzeit, Lieferbereitschaft und Lieferzuverlässigkeit gemeinsam gekennzeichnet. Die Lieferfähigkeit wird in der Fachliteratur oft als Synonym der Lieferbereitschaft betrachtet, bezieht sich jedoch auf den Wunschtermin des Kunden. Hier wird gemessen, wie viele Kunden zu ihrem Wunschtermin bedient werden können. Sie misst die Häufigkeit, wie die vom Kunden gewünschte Lieferzeit auch zugesagt werden kann. In der amerikanischen Fachliteratur wird die Lieferbereitschaft meist mit „service level“ oder „service rate“ übersetzt.